# 香港跨海大橋列表

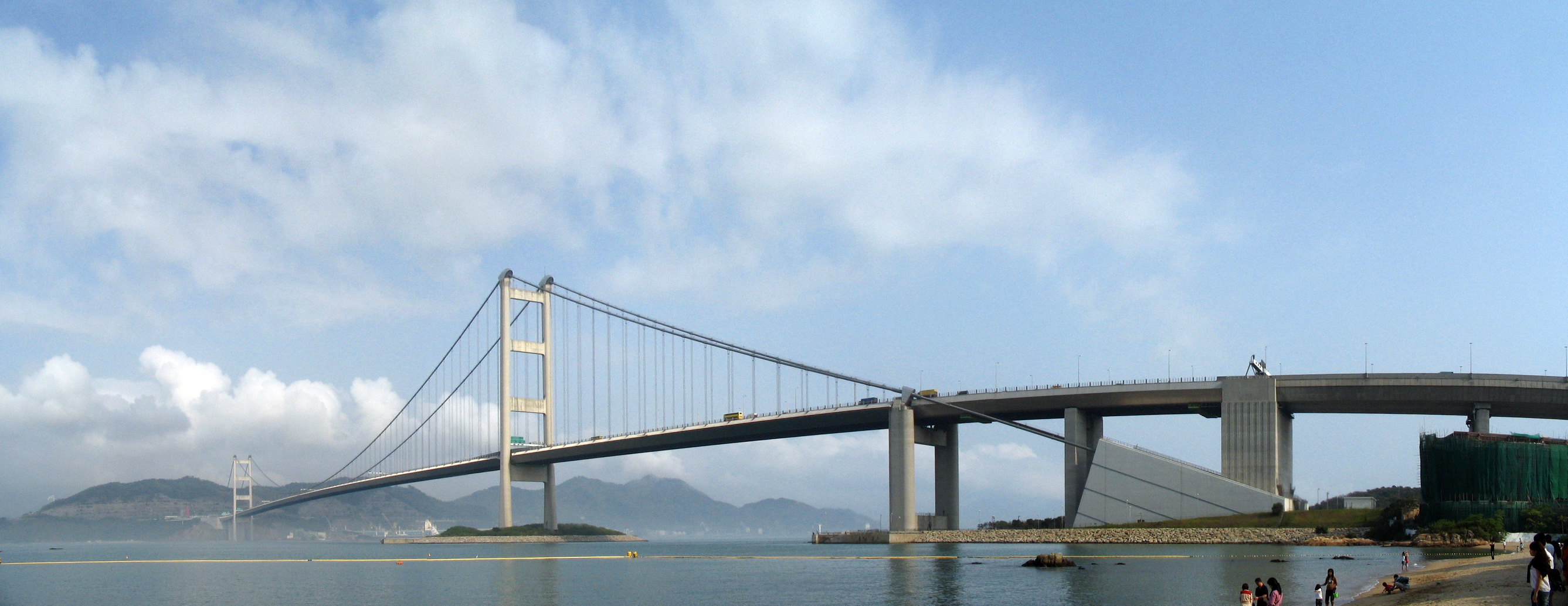
全球跨度第二長的行車鐵路雙用懸索吊橋青馬大橋

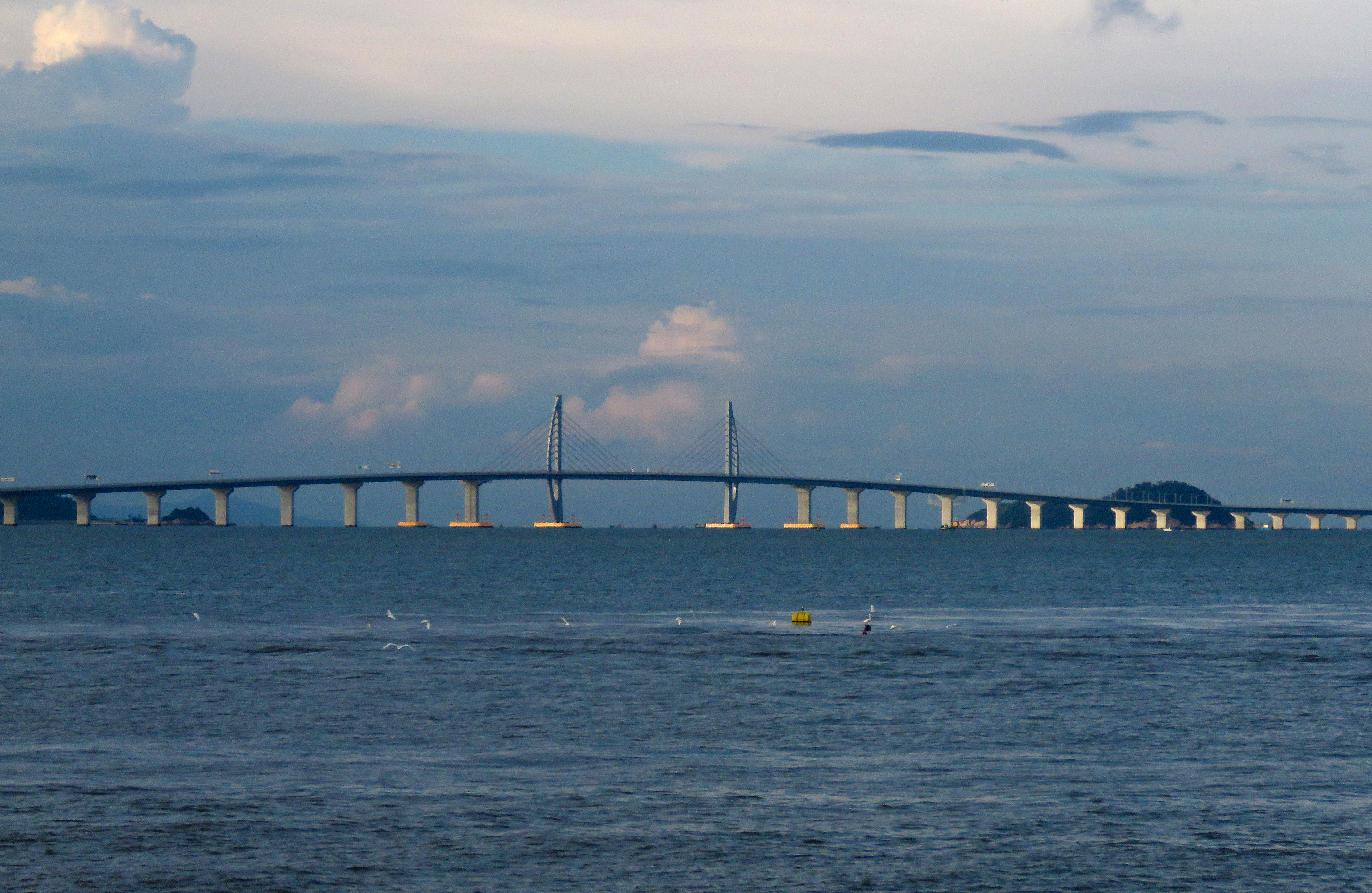
全世界跨海距離最長的橋隧組合公路港珠澳大橋

香港人口稠密，擁有眾多島嶼，加上道路使用率之高，位居世界前列，為了應付龐大的人口交通流量，香港興建了多座跨海大橋，連接市區、新界和離島，形成便捷的交通網絡，具備各種現代橋樑形態，可供同行研究。其中不乏有在功能或工程上具有創新的橋樑，例如昂船洲大橋、汲水門大橋和青馬大橋曾榮獲日本土木學會主辦的「田中獎」，港珠澳大橋獲《衛報》稱之為「現代世界七大奇蹟」之一。香港亦有全球跨度第二長的行車鐵路雙用懸索吊橋青馬大橋、世界首條三塔式斜拉索橋汀九橋、全世界跨海距離最長的橋隧組合公路港珠澳大橋等，昂船洲大橋建成時則為世界上第二長的斜拉橋。

## 歷史
新界早期建設新道路的步伐緩慢，直至近七十年代初，當局決定在新界發展新市鎮，情況才有所改變。

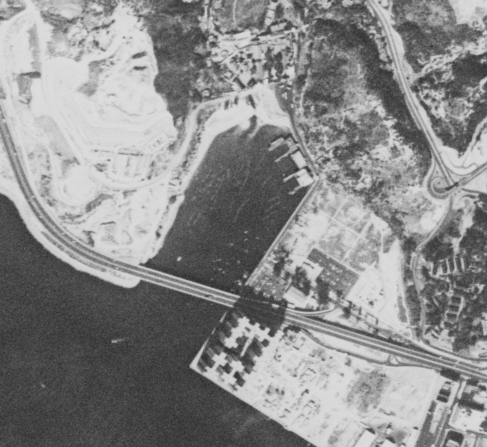
1969年的荔枝角大橋

荔枝角大橋是香港首條跨海大橋，亦曾是香港最大的跨海行車大橋，當初是連接九龍以及由荃灣和葵涌所發展的荃灣新市鎮，紓緩當時二十世紀初啟用的青山公路－葵涌段負荷而建的。大桥於1966年9月開始动工建造，造价约港币1350萬。在1968年10月29日，此大橋由時任代理总督祁濟時宣布正式通車。1975年香港政府宣布推行荔枝角灣填海工程，填平後荔枝角大橋不再跨越任何海岸，成為普通陸上行車天橋。
港府於六七十年代起，為了配合青衣的發展及舒緩當地交通。先於1974年落成的青衣大橋，連接青衣島與葵涌及荃灣。第二條青衣橋青荃橋於1987年年底落成啟用，第三條青衣橋長青橋則於1997年年底落成及開放通車，而青衣大橋的複製橋葵青橋則在1999年落成啟用。
早期鴨脷洲一直沒有道路連接對岸的香港仔，居民只能依賴街渡出入。到了七八十年代，由於鴨脷洲南部不斷發展，當局分別於1980年3月及1994年7月建成兩條跨海橋，至今仍是前往鴨脷洲的唯一道路。 
荃灣路一期及二期分別於1981年和1985年通車，原近荃灣公園一段過往是海旁高架道路，其橋墩當時位於海上，後來因為1990年代荃灣沿岸的填海工程，該段道路現在變成內陸高架道路。
1989年時任港督衛奕信勳爵於施政報告上，宣佈香港機場核心計劃（玫瑰園計劃），該計劃以在大嶼山赤鱲角興建的新香港國際機場為核心，進行十項核心工程，包括建造連結市區、北大嶼山新市鎮及機場的機場鐵路（即機場快綫及東涌綫）、建造連接大嶼山、馬灣與青衣的快速公路（即青嶼幹線，前稱青衣至大嶼山快速公路）、建造北大嶼山快速公路，連接機場與市區、興建三號幹線（僅包括青衣段和葵涌段部分）（包括長青橋）作為市區及機場的連接道路等。除十項工程外，另外在同一時間興建連接青衣西北至汀九的汀九橋，經由屯門公路將新界西部與青嶼幹線連接起來，提供一條方便直接的連接道路來往東涌及赤鱲角機場，同樣屬於三號幹線，於1998年5月6日通車。而從東涌跨海前往赤鱲角的赤鱲角南路以及連接北大嶼山快速公路的機場路也先後落成。
十項核心工程中的青嶼幹線由青馬大橋（連接青衣與馬灣）、馬灣高架道路及汲水門大橋（連接馬灣與大嶼山）組成，於1992年5月25日開始動工興建，1997年4月27日開幕，並由前英國首相戴卓爾夫人主持開幕儀式，當晚更舉行盛大的煙花匯演誌慶。幹線於同年5月22日正式通車。全長3.5公里，現時屬於香港8號幹線的一部份。
自將軍澳新市鎮發展，由於來往九龍、東區海底隧道與將軍澳只有將軍澳隧道、寶琳路（經寶琳北路／寶琳南路）、清水灣道（經坑口道／影業路）與只連接維景灣畔的私家路（即澳景路），香港政府於1998年計劃興建一條跨海大橋，為約4.8公里的雙線雙程行車路，連接將軍澳－藍田隧道，並且接通藍田和東區海底隧道各交通網絡，整個工程預計耗資106億港元。將軍澳跨灣連接路的基礎建設工程於2009年展開，預計整個項目於2016年完成。2013年5月10日，香港政府刊憲興建將軍澳跨灣連接路。於2018年7月12日動工。2022年12月11日，將軍澳跨灣連接路正式啟用，其長約1.8公里的雙程雙線分隔車道，設有單車徑和行人路。主要為海上高架橋橫跨將軍澳灣，有助紓緩現有將軍澳隧道、將軍澳市中心以及環保大道一帶的䌓忙交通。
香港與深圳之間位於落馬洲、文錦渡和沙頭角的三條現有跨界行車通道，容車量已接近飽和。深圳市人民政府在1996年上報国家有关部门，建議興建深港西部通道（深圳湾公路大桥）。粵港兩地政府經過研究後，決定興建深港西部通道。深圳灣公路大橋於2004年8月10日動工，並於2007年7月正式啟用，連接了深圳與香港港深西部公路的一條新跨界通道，可紓緩現有跨境通道所面對的壓力，同時也進一步加強香港與華南地區的貿易。
1983年，香港合和集團董事局主席胡應湘提出興建横跨珠江口大橋的構想，并将比较成形的方案定名为《兴建内伶仃大桥的设想》。1989年2月，珠海市开始筹划伶仃洋大橋工程项目，并於1997年12月获国务院正式批准立项进行可行性研究，后因种种原因搁浅。2003年開始，香港政府積極研究建設跨海大橋。在當年1月發表的《施政報告》中，時任行政長官董建華便提出興建連接香港與澳門和珠三角西部的大橋。這項大型建設計劃經過草擬與協商後，定名為「港珠澳大橋」。
港珠澳大橋於2018年10月24日正式啟用，位於珠江口伶仃洋海域，全長42公里，是連接香港特別行政區、廣東省珠海市和澳門特別行政區的跨海通道，港珠澳大橋與香港連接路、香港口岸及屯門至赤鱲角連接路構建成一個連接香港、澳門及珠海的策略性交通網絡。2011年12月14日，港珠澳大橋香港段工程（包括香港口岸及香港連接線）正式動工，連接大橋主橋及香港口岸，是一條雙程三線分隔車道，長約12公里，由海上橋樑、穿山隧道和沿機場島岸的地面道路組成，同港珠澳大橋於2018年10月24日正式啟用。
2007年，時任行政長官曾蔭權透過《2007至2008年度香港行政長官施政報告》公佈落實興建屯門至赤鱲角連接路。其前期工程、勘探工程和建造工程分別於2011年11月、2012年5月和2013年6月啓動，順朗路（屯門至赤鱲角連接路南面連接路）則先行於2018年10月24日同港珠澳大橋通車，屯門至赤鱲角連接路亦於2020年全面啟用，是一條長約9 公里的雙程雙線行車道，連接香港口岸、北大嶼山及新界西北。這條幹路能夠提供來往新界西北與大嶼山最直接的路線，大幅縮短行車時間，並可紓減其他道路網 （包括屯門公路、汀九橋和青馬大橋）的交通量。連接路亦成為北大嶼山公路以外，通往香港國際機場的替代及緊急通道。
2017年1月，政府宣佈研究興建一段連接北大嶼山至元朗之公路幹線，其中包括青龍大橋，相關路段將會被納入為11號幹線。
路政署於2021年3月開展了「青衣至大嶼山連接路工程技術研究」，並在2022年11月敲定走綫，向立法會財務委員會申請撥款，進行相關勘查研究及詳細設計工作，目標在2033年或之前通車。
2023年6月，在精簡法定和行政程序之下，路政署計劃目標在2033年或之前開通11號幹線，較原定目標提早3年啟用，預計與青衣至大嶼山連接路同年通車。根據方案，青龍大橋將為雙程四線，合共八條線的跨海大橋。2023年9月22日，政府刊憲興建11號幹線。

## 橋樑列表
本列表排序不分先後（不包括已拆除、規劃中或曾經的跨海大橋）
| 名稱（別稱）                               | 啓用时间                                                      | 類型             | 長度（米） | 跨越             | 承載                                                                                            | 日景 | 夜景 | 座標                                                      |
| ------------------------------------------ | ------------------------------------------------------------- | ---------------- | ---------- | ---------------- | ----------------------------------------------------------------------------------------------- | ---- | ---- | --------------------------------------------------------- |
| 將軍澳跨灣連接路                           | 2022年12月11日                                                | 雙拱鋼橋及箱梁橋 | 1,800      | 將軍澳           | 雙線雙程分隔公路、單車徑及行人路                                                                |      |      | 22°17′38.08″N 114°15′34.98″E / 22.2939111°N 114.2597167°E |
| 昂船洲大橋                                 | 2009年12月20日                                                | 雙塔斜拉橋       | 1,596      | 藍巴勒海峽       | 香港8號幹線 三線雙程分隔（含路肩）的快速公路                                                    |      |      | 22°19′33″N 114°07′08″E / 22.32575°N 114.11894°E           |
| 汀九橋                                     | 1998年5月6日                                                  | 三塔斜拉橋       | 1,177      | 藍巴勒海峽       | 香港3號幹線 三線雙程分隔公路                                                                    |      |      | 22°21′51″N 114°04′47″E / 22.364278°N 114.079861°E         |
| 汲水門大橋                                 | 1997年5月22日                                                 | 雙層斜拉橋       | 820        | 汲水門           | 香港8號幹線 上層：三線雙程分隔快速公路 港鐵東涌綫 港鐵機場快綫 下層：2條港鐵路軌和2條緊急行車線 |      |      | 22°20′39″N 114°03′19″E / 22.34425°N 114.05536°E           |
| 深圳灣公路大橋                             | 2007年7月1日                                                  | 單塔斜張橋       | 5,500      | 后海灣           | 10號幹線 三線雙程分隔及來回各1線路肩                                                            |      |      | 22°28′20″N 113°57′36″E / 22.472222°N 113.96°E             |
| 長青橋（藍巴勒大橋）                       | 1997年2月19日                                                 | 剛構橋           | 500        | 藍巴勒海峽       | 3號幹線 三線雙程分隔及來回各1線路肩                                                             |      |      | 22°20′58″N 114°06′48″E / 22.349444°N 114.113444°E         |
| 青荃橋（青衣北橋）                         | 1987年12月10日                                                | 悬臂箱梁橋       | 1,500      | 藍巴勒海峽       | 青荃路 四行車線（2行車線雙程分隔），行人行車兩用橋                                              |      |      | 22°21′36″N 114°6′37″E / 22.36000°N 114.11028°E            |
| 青馬大橋                                   | 1997年5月22日                                                 | 懸索吊橋         | 2,160      | 馬灣海峽         | 香港8號幹線 上層：三線雙程分隔 港鐵東涌綫 港鐵機場快綫 下層：兩條鐵路路軌及兩條緊急行車道路     |      |      | 22°21′05″N 114°04′27″E / 22.351389°N 114.074167°E         |
| 青衣大橋                                   | 1974年2月28日                                                 | 箱梁橋           | 610        | 藍巴勒海峽       | 葵青路 2線單程（只限往葵涌方向，往青衣方向車輛需要改行葵青橋），行人行車兩用橋                  |      |      | 22°20′55″N 114°06′49″E / 22.34865°N 114.11365°E           |
| 葵青橋                                     | 1999年7月26日                                                 | 箱梁橋           | 640        | 藍巴勒海峽       | 葵青路 4線雙程（往葵涌方向1線、往青衣方向3線），行人行車兩用橋                                  |      |      | 22°20′55″N 114°06′49″E / 22.34865°N 114.11365°E           |
| 香港仔海峽大橋                             | 2016年12月28日                                                | 箱梁橋           | 247        | 香港仔海峽       | 港鐵南港島綫 鐵路專用橋                                                                         |      |      | 22°14′44″N 114°09′36″E / 22.245532°N 114.159978°E         |
| 青荔橋（藍巴勒海峽橋、藍巴勒海峽鐵路大橋） | 1998年6月22日                                                 | 箱梁橋           | 851        | 藍巴勒海峽       | 港鐵東涌綫 港鐵機場快綫 鐵路專用橋，上下兩層，共有4條路軌。                                     |      |      | 22°21′25″N 114°06′43″E / 22.356976°N 114.112034°E         |
| 鴨脷洲大橋                                 | 第一條（舊橋）：1980年3月28日 第二條（複製橋）：1994年7月27日 | 拱形箱梁橋       | 230        | 香港仔海峽       | 鴨脷洲橋道 四行車線（2行車線雙向分隔），行人行車兩用橋                                          |      |      | 22°14′45″N 114°09′36″E / 22.2458°N 114.16°E               |
| 港珠澳大橋香港連接路                       | 2018年10月24日                                                | 拱形箱梁橋及梁橋 | 9,400      | 伶仃洋（珠江口） | 六線雙程（雙向3行車綫分隔）                                                                     |      |      | 22°17′38″N 113°54′37″E / 22.293887°N 113.910234°E         |
| 赤鱲角南路（N772號橋樑）                   | 1997年6月1日                                                  | 樑橋             |            | 東涌灣           | 雙綫雙程分隔行車，行人行車兩用橋                                                                |      |      | 22°17′27″N 113°56′07″E / 22.290696°N 113.935364°E         |
| 北大嶼山公路（近機場路，N779號橋樑）       | 1997年5月22日                                                 | 樑橋             |            | 東涌灣           | 香港8號幹線 雙綫雙程分隔行車                                                                    |      |      | 22°17′36″N 113°56′18″E / 22.293309°N 113.938319°E         |
| 機場快綫（近赤鱲角）                       | 1998年7月6日                                                  | 樑橋             |            | 東涌灣           | 港鐵機場快綫 鐵路專用橋                                                                         |      |      | 22°17′37″N 113°56′19″E / 22.293484°N 113.938640°E         |
| 順朗路（屯門至赤鱲角連接路南段跨海部分）   | 2018年10月24日                                                | 拱形樑橋及梁橋   | 1,600      | 大蠔灣           | 雙綫雙程分隔行車                                                                                |      |      | 22°18′23″N 113°57′54″E / 22.306505°N 113.964958°E         |